# Praire
Venus verrucosa
Espèce
La praire commune (Venus verrucosa) est une espèce de mollusques bivalves de la famille des vénéridés, et un fruit de mer répandu du commerce alimentaire, variante des coque, palourde, et amande de mer,...

## Description
Cette espèce fouisseuse (jusqu’à 100 m de profondeur) est hôte des fonds côtiers sablo-vaseux du bas de l’étage infralittoral. Elle a une coquille épaisse, équivalve, ornée de stries concentriques très marquées dont la couleur varie du blanc jaunâtre au blanc grisâtre.

Venus verrucosa verrucosa Valve droite
Venus verrucosa verrucosa Valve gauche

Venus verrucosa simulans Valve droite
Venus verrucosa simulans Valve gauche

## Répartition et habitat
Elle est présente en mer Méditerranée, dans l'océan Atlantique et dans la Manche, très commune jusqu'à 50 m de profondeur.

## Gastronomie
Variante entre autres des palourde, coque, et amande de mer..., ce fruit de mer peut être consommé par exemple en salade, en plateau de fruits de mer, ou en spaghetti alle vongole... 

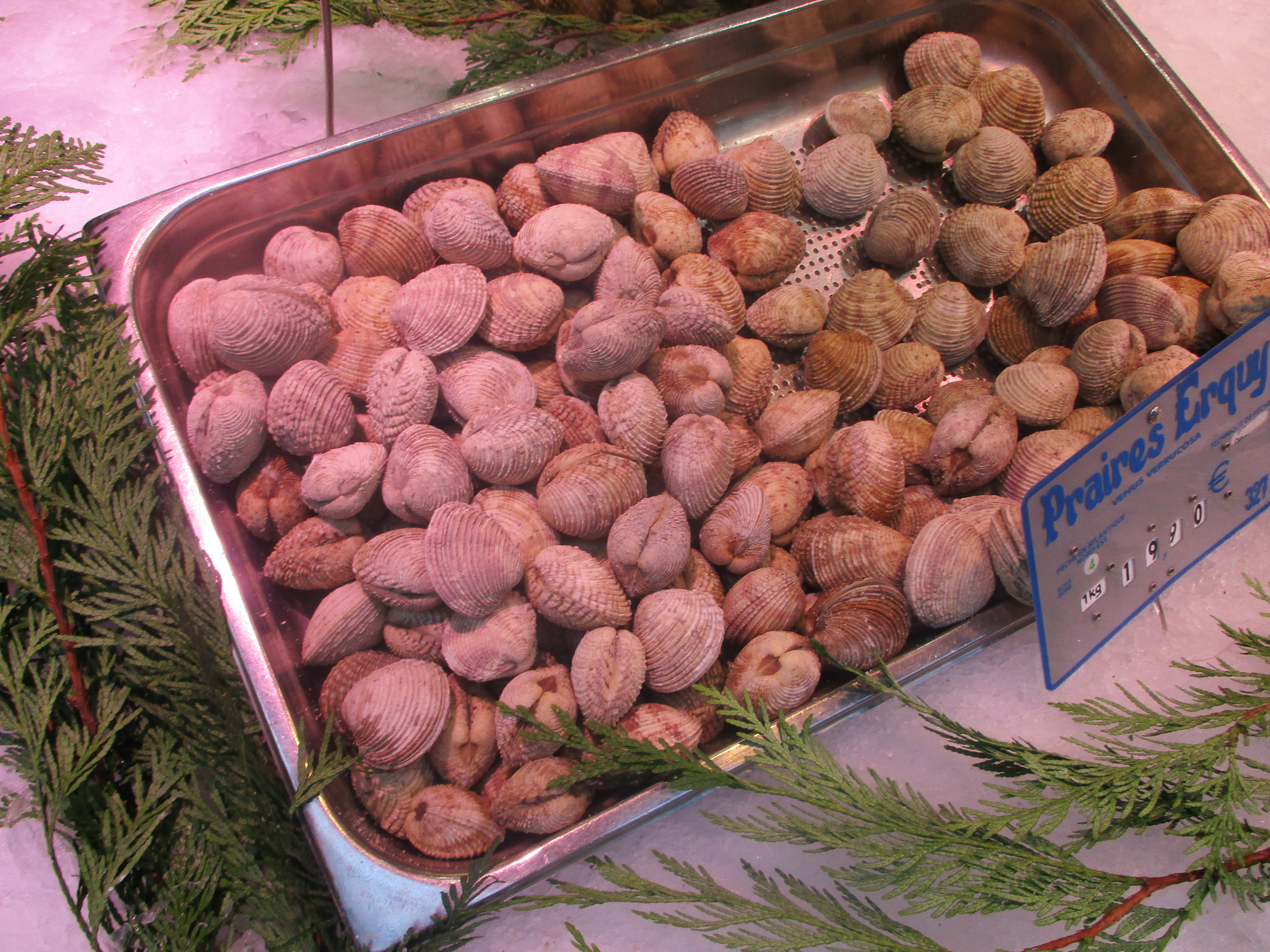
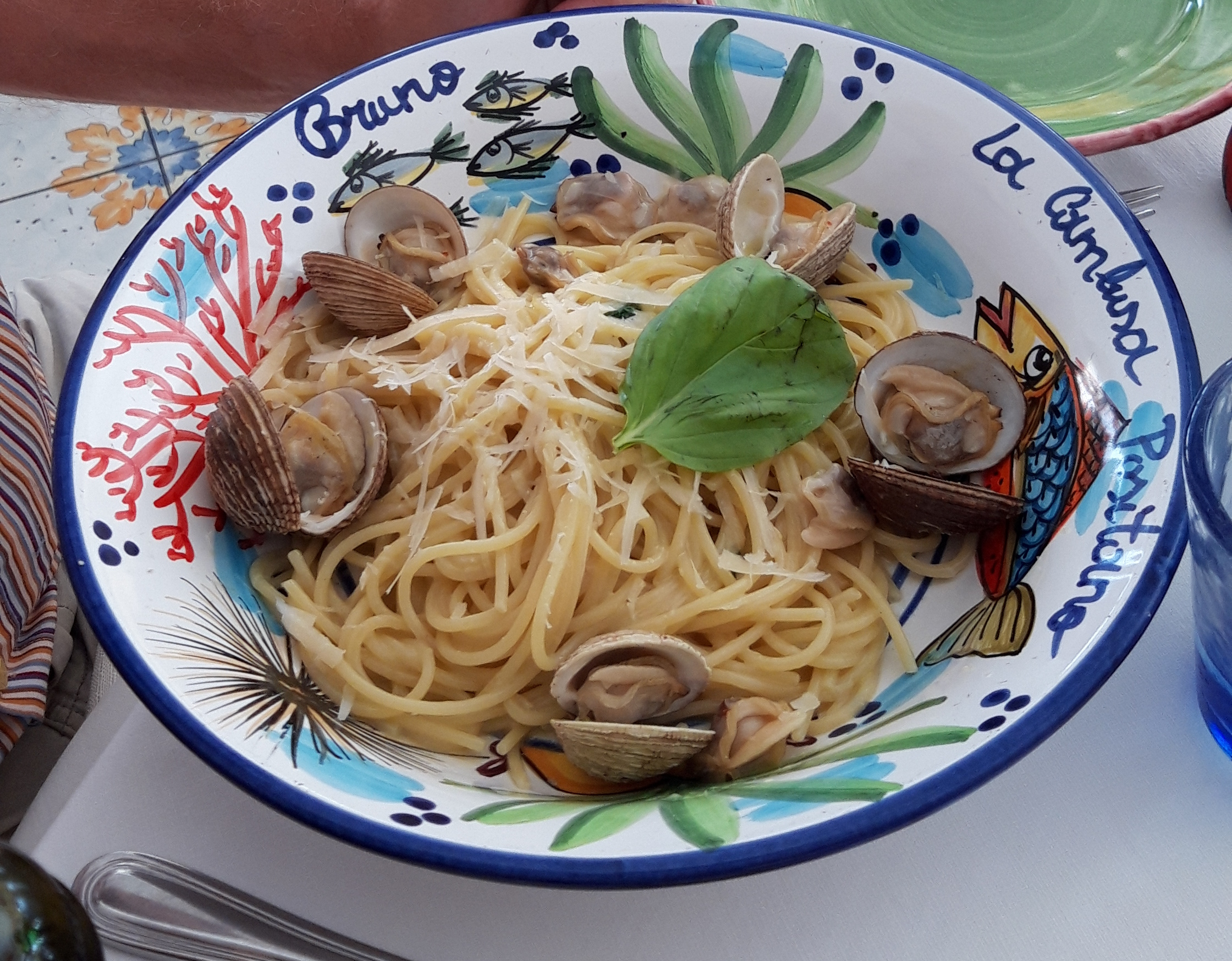
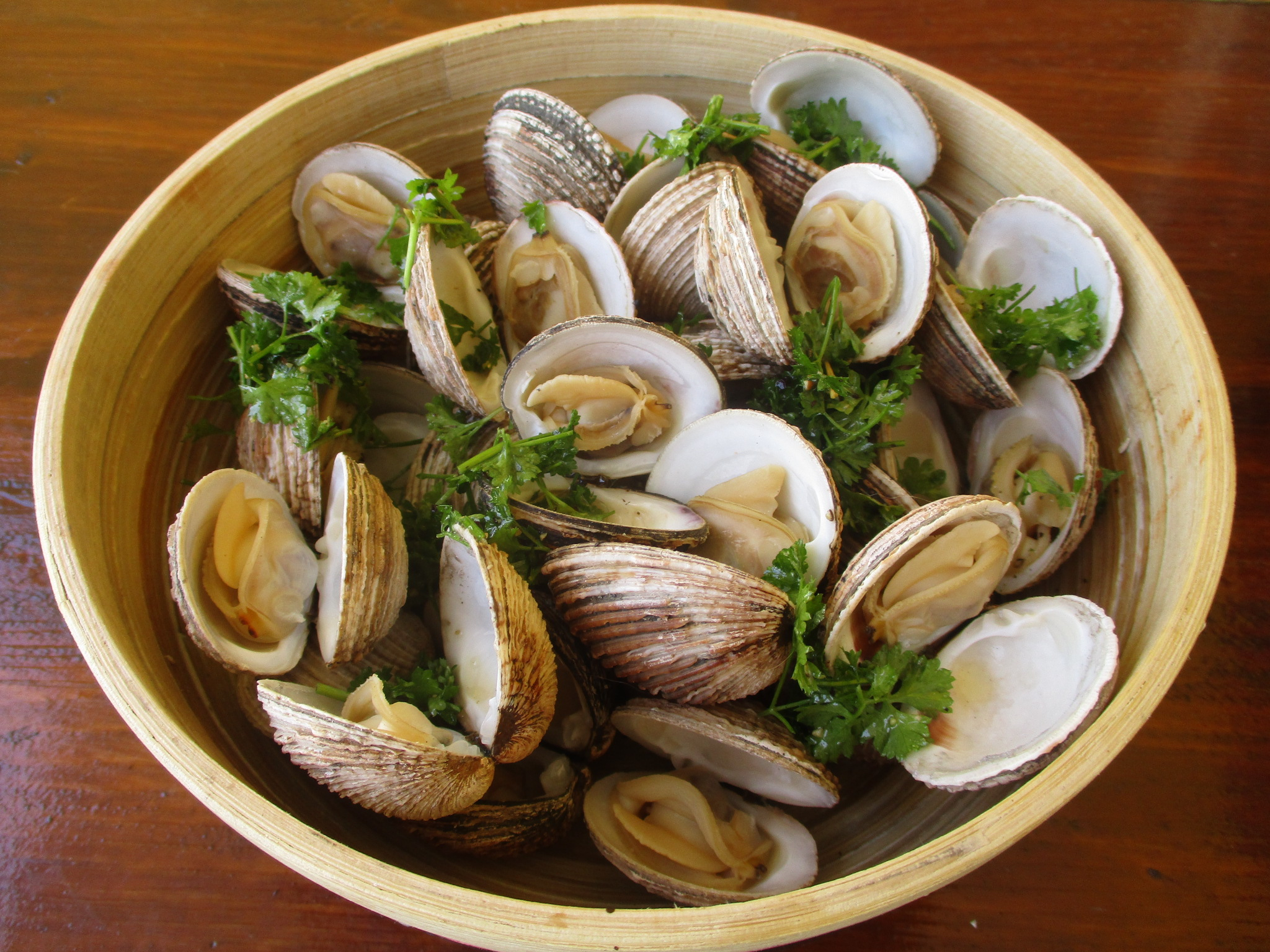

Elle peut être consommée crue (la plus fraîche possible) en l'ouvrant avec un couteau comme pour une huître (faire glisser une lame très fine par l'arrière, et faire glisser sur le côté) ou cuite au court-bouillon, ou au four, avec par exemple une persillade, beurre à l'ail, ou beurre d’escargot...